# يوشيا دوايت ويثني
يوشيا دوايت ويتني (بالإنجليزية: Josiah Dwight Whitney)‏‏ (23 نوفمبر 1819-15 أغسطس 1896) عالم جيولوجي أمريكي، أستاذ الجيولوجيا في جامعة هارفارد (منذ 1865)، ورئيس هيئة المسح الجيولوجي كاليفورنيا (1860-1874).

## وصلات خارجية
- The Yosemite Book